# Национальный симфонический оркестр Индонезии
Национальный симфонический оркестр Индонезии (индон. Orkes Simfoni Nasional Indonesia - OSNI) — один из главных симфонических оркестров Индонезии. Размещается в Бантене.
Создан в рамках Музыкального фонда Джакарты (индон. Yayasan Musik Jakarta) (осн. в 1983 г.) в 2003 под руководством музыкального директора (она) Kуэй Пин Йео (Kuei Pin Yeo) и дирижёра Яп Чи Кина (Jap Tji Kien), выпускника Королевской академии музыки в Лондоне. Первый концерт состоялся в декабре 2004 в Сурабае. В оркестре 50 музыкантов. Ежегодно проводится около 50 концертов как классической, так и современной эстрадной музыки.
Оркестр регулярно гастролирует по стране, участвует в ежегодном Джакартском международном летнем музыкальном фестивале (JISMF) и на проходящем раз в два года Международном концертном конкурсе АСЕАН (AICC). В 2012 г. состоялись гастроли оркестра по европейским странам.